# 特曼鎮區 (印地安納州沙利文縣)
特曼鎮區（英語：Turman Township）是位於美國印地安納州沙利文縣的一個行政鎮區。

## 地方資料
根據2010年美國人口普查的數據，特曼鎮區的面積為111.20平方千米，當中陸地面積為109.90平方千米，而水域面積為1.30平方千米。當地共有人口1061人，而人口密度為每平方千米9.54人。